# Buckland (Hertfordshire)
Buckland es una parroquia civil y un pueblo del distrito de East Hertfordshire, en el condado de Hertfordshire (Inglaterra).

## Geografía
Según la Oficina Nacional de Estadística británica, Buckland tiene una superficie de 6,69 km².

## Demografía
Según el censo de 2001, Buckland tenía 285 habitantes (47,72% varones, 52,28% mujeres) y una densidad de población de 42,6 hab/km². El 17,89% eran menores de 16 años, el 76,49% tenían entre 16 y 74, y el 5,61% eran mayores de 74. La media de edad era de 39,02 años. Del total de habitantes con 16 o más años, el 23,08% estaban solteros, el 67,52% casados, y el 9,4% divorciados o viudos.
El 95,39% de los habitantes eran originarios del Reino Unido. El resto de países europeos englobaban al 1,06% de la población, mientras que el 3,55% había nacido en cualquier otro lugar. Según su grupo étnico, el 95,85% eran blancos, el 2,08% mestizos, y el 2,08% negros. El cristianismo era profesado por el 64,69%, el judaísmo por el 1,05%, y cualquier otra religión, salvo el budismo, el hinduismo, el islam y el sijismo, y por el 1,05%. El 25,87% no eran religiosos y el 7,34% no marcaron ninguna opción en el censo.
Había 114 hogares con residentes y 3 vacíos.